# Haaltert
Haaltert es una comuna de la región de Flandes, en la provincia de Flandes Oriental, Bélgica. A 1 de enero de 2019 tenía una población estimada de 18 633 habitantes.
Se encuentra ubicada al noroeste del país.

## Demografía

### Evolución
Todos los datos históricos relativos al actual municipio, el siguiente gráfico refleja su evolución demográfica, incluyendo municipios después de efectuada la fusión el 1 de enero de 1977.
| Gráfica de evolución demográfica de Haaltert entre 1846 y 2020 |
|                                                                |